# 1927 en arts plastiques
| Années des arts plastiques : 1924 - 1925 - 1926 - 1927 - 1928 - 1929 - 1930    |
| Décennies des arts plastiques : 1890 - 1900 - 1910 - 1920 - 1930 - 1940 - 1950 |

Cette page concerne l'année 1927 en arts plastiques.

## Événements
- Première exposition quadriennale de Rome, destinée à la promotion de l'Art contemporain italien.

## Œuvres
- Achèvement par François Sicard du monument À la Convention nationale au Panthéon de Paris, après quatre ans de travail. Le sculpteur reçoit pour cette œuvre le prix Jean-Reynaud de l'Institut, décerné par l'Académie des beaux-arts.

## Naissances
- 1er janvier : Maryan S. Maryan, peintre américain d'origine polonaise († 15 juin 1977),
- 2 janvier : Jean Thiercelin, poète, peintre et dessinateur surréaliste français († 29 avril 1999),
- 6 janvier : Georges Romathier, peintre français († 4 janvier 2017),
- 20 janvier : Olivier Strebelle, sculpteur belge († 29 juillet 2017),
- 22 janvier : Gérald Collot, peintre, lithographe et historien de l'art français († 11 octobre 2016),
- 24 janvier : Jean Raine, peintre, poète et écrivain belge († 30 juin 1986),
- 25 janvier : Maurice Bernard, peintre français († 7 mars 2005),
- 28 janvier : Frédéric Menguy, peintre et lithographe français († 23 mars 2007),
- 4 février :  Daniel Schintone, peintre français († 20 juin 2015),
- 7 février :
  - Anne-Marie Caffort Ernst, peintre française († 12 février 2014).
  - Denise Mennet, dessinatrice et peintre vaudoise.
- 8 février : Claude Weisbuch, peintre, dessinateur et graveur français († 13 avril 2014),
- 10 février : Petar Mazev, peintre macédonien († 13 mars 1993),
- 14 février : Roy Adzak, peintre, graveur, photographe et sculpteur britannique († 30 janvier 1987),
- 19 février :
  - Pierre Guénin, journaliste de cinéma, peintre, dramaturge, écrivain et militant LGBT français († 1er mars 2017),
  - Jean Smilowski, peintre français († 18 décembre 1989),
- 2 mars :
  - Miklos Bokor, peintre français d'origine hongroise († 18 mars 2019),
  - Piotr Kowalski, sculpteur et architecte polonais († 7 janvier 2004),
- 5 mars : Jean Mingam, peintre et sculpteur français († 29 janvier 1987),
- 8 mars : Lidiya Masterkova, artiste russe du mouvement non conformiste, émigrée en France en 1975 († 12 mai 2008)
- 10 mars : Paul Wunderlich, graveur, lithographe, peintre et sculpteur allemand († 6 juin 2010),
- 11 mars : Metin Eloğlu, poète et peintre turc  († 11 octobre 1985),
- 29 mars : Roger Hentz, peintre français († 14 décembre 2009),
- 2 avril : Willem van Genk, peintre et sculpteur néerlandais († 12 mai 2005),
- 9 avril : Claude Vallois, peintre français († 2 novembre 2009),
- 14 avril : Henri Huet, peintre et reporter-photographe de guerre français († 10 février 1971),
- 16 avril : John Chamberlain, sculpteur américain († 21 décembre 2011),
- 18 avril : Hans E. Deutsch, peintre suisse († 15 juin 2014),
- 20 avril : Claude Augereau, peintre et aquarelliste français († juin 1988),
- 26 avril : Théo Tobiasse, peintre, graveur, dessinateur et sculpteur français († 3 novembre 2012),
- 6 mai : Jean Frisano, peintre, dessinateur et illustrateur français († 8 août 1987),
- 25 mai : Jacques Castex, peintre et graveur français († 15 octobre 2012),
- 5 juin : Roger Frezin, peintre français († 24 janvier 2012),
- 14 juin : Walter Spitzer, peintre, lithographe et sculpteur français d'origine polonaise († 13 avril 2021),
- 24 juin : Claude Verlinde, peintre, graveur et illustrateur français († 19 septembre 2020),
- 29 juin : Piero Dorazio, peintre italien († 17 mai 2005),
- 3 juillet : Claude Viseux, peintre et sculpteur français († 9 novembre 2008),
- 7 juillet : Roman Halter, peintre, écrivain et architecte polonais († 30 janvier 2012),
- 10 juillet : Angelo Di Marco, dessinateur de presse et de bandes dessinées français († 21 décembre 2016),
- 13 juillet : Nicola Simbari, peintre italien († 11 décembre 2012),
- 19 juillet : Simone Dat, peintre française (morte le 4 janvier 2018),
- 26 juillet : Lorenza Mazzetti, réalisatrice, peintre et écrivaine italienne († 4 janvier 2020),
- 31 juillet : Michel Nourry, peintre français († 13 janvier 2006),
- 3 août : Georges Item, peintre suisse († 1990),
- 7 août : Adolfo Mexiac, graveur, peintre, muraliste et professeur mexicain († 13 octobre 2019),
- 10 août : Pierre Fichet, peintre français († 8 janvier 2007),
- 21 août : Lucien Langlet, peintre français († 5 février 1985),
- 23 août :
  - Dick Bruna, dessinateur néerlandais († 16 février 2017),
  - Arthur Jobin, plasticien, peintre, sérigraphe et sculpteur suisse († 6 novembre 2000),
  - Allan Kaprow, artiste américain († 5 avril 2006),
- 4 septembre : Alberto Guzmán, sculpteur français d'origine péruvienne († 2 novembre 2017),
- 12 septembre :
  - Aline Dallier-Popper, artiste française († 5 février 2020),
  - Jean Maufay, peintre français († 14 décembre 2016),
- 15 septembre :
  - Jacques Reverchon, peintre, graveur et illustrateur français († 21 mai 1968),
  - Jean-Marie Toulgouat, peintre français († 10 janvier 2006),
- 19 septembre : Guy Bardone, peintre, aquarelliste, lithographe et illustrateur français († 27 juillet 2015),
- 24 septembre : Kayama Matazo, peintre japonais († 2004),
- 25 septembre : Tancredi Parmeggiani, peintre italien († 27 septembre 1964),
- 26 septembre :
  - François Heaulmé, peintre expressionniste français de l'École de Paris († 23 octobre 2005),
  - Romano Mussolini, pianiste de jazz et peintre italien († 3 février 2006),
  - Fritz Pilz, sculpteur autrichien († 14 janvier 2016),
- 27 septembre : Bror Jacques de Wærn, acteur, peintre et maître héraldiste suédois († 4 février 2013),
- 2 octobre : Jacques Fauché, peintre français († 17 juin 2013),
- 3 octobre : Paul Reynard, peintre, professeur de dessin et peinture français († 28 octobre 2005),
- 11 octobre : Philippe Roman, peintre français († 6 février 1999),
- 19 octobre :
  - Pierre Alechinsky, peintre et graveur belge,
  - Alfred Pauletto, peintre, dessinateur, graphiste et illustrateur suisse († 24 décembre 1985),
- 22 octobre : Gilbert Belin, sculpteur et homme politique français († 13 février 2020),
- 30 octobre : Bob van den Born, illustrateur néerlandais († 27 novembre 2017),
- 22 novembre : Judith Gutiérrez, peintre équatorienne († 1er mars 2003),
- 28 novembre : Marie-Françoise de L'Espinay, peintre, dessinatrice et lithographe française († 2 août 2021),
- 4 décembre : Pierre Roussel, peintre et judoka français († 22 février 1996),
- 8 décembre : Jean Cuillerat, peintre français († 4 juin 1998),
- 13 décembre : Jan Meyer, peintre, lithographe et graveur au carborundum néerlandais  († 27 mai 1995),
- 14 décembre : Jacques Lalande, peintre figuratif français († 8 mars 2003),
- 18 décembre : Christian d'Orgeix, peintre français († 5 mai 2019),
- 20 décembre : T'ang Haywen, peintre français d'origine chinoise († 9 septembre 1991),
- 26 décembre : Henri Lachièze-Rey, peintre français († 14 juillet 1974),
- ? :
  - André Béguin, historien de l'art, éditeur, imprimeur et graveur français,
  - Yolande Labaki, peintre libanaise,
  - Pierre Matthey, peintre suisse († 23 février 2014).

## Décès
- 10 janvier : August Allebé, peintre et lithographe néerlandais (° 19 avril 1838),
- 17 janvier : Antoine Auguste Thivet, peintre français (° 24 mai 1856),
- 21 janvier : Floris Verster, peintre néerlandais (° 9 juin 1861),
- 25  janvier : Pompeo Mariani, peintre italien (° 9 septembre 1857),
- 8 février : Jules Louis Rame, peintre français (° 17 décembre 1855),
- 10 février : Gustav Wentzel, peintre norvégien (° 7 octobre 1859),
- 13 février : Christian Landenberger, peintre allemand (° 7 avril 1862),
- 19 février : Alfred Wilhelm Strohl, mécène, écrivain, peintre, sculpteur et musicien amateur français naturalisé italien (° 4 mai 1847),
- ? février :  Alberto Vianelli, peintre italien (° 5 juin 1841),
- 11 mars : Claude Guillaumin, peintre et caricaturiste français (° 11 août 1842),
- 16 mars : Magdeleine Real del Sarte, peintre français (° 23 juin 1853),
- 17 mars : Victorine Meurent, peintre française (° 18 février 1844),
- 23 mars : Paul César Helleu, peintre français (° 17 décembre 1859),
- 30 mars : Jules Gabriel Hubert-Sauzeau, peintre français (° 3 septembre 1856),
- 31 mars :  Émile Chaumont, peintre français (° 1877),
- 16 avril : Albert-Émile Artigue, peintre et lithographe franco-argentin († 15 août 1850),
- 18 avril : Léon Giran-Max, peintre français (° 24 juillet 1867),
- 20 avril :
  - Barthélemy Niollon, peintre français (° 1er mars 1849),
  - Enrique Simonet, peintre espagnol (° 2 février 1866),
- 25 avril : Étienne Moreau-Nélaton, peintre, céramiste, affichiste, collectionneur et historien d'art français (° 2 décembre 1859),
- 1er mai : Tetsugorō Yorozu, peintre japonais (° 17 novembre 1885),
- 11 mai : Juan Gris (José Victoriano Gonzalez), peintre espagnol (° 23 mars 1887),
- 12 mai : Louise Catherine Breslau, peintre allemande naturalisée suisse (° 6 décembre 1856),
- 17 mai :
  - Consuelo Fould, peintre française (° 22 novembre 1862),
  - Étienne Mazas, peintre et graveur français (° 9 juin 1840),
- 27 mai : Boris Koustodiev, peintre russe (° 7 mars 1878),
- 1er juin : Henry Ottmann, peintre français (° 10 avril 1877),
- 17 juin : Jean-Baptiste Duffaud, peintre français (° 7 janvier 1853),
- 18 juin :
  - Georges Dubosc, peintre et journaliste français (° 17 août 1854),
  - Aimé Perret, peintre français (° 29 octobre 1846),
- 20 juin : Joseph Paul Meslé, peintre français (° 25 janvier 1855),
- 21 juin : Lucien Ott, peintre, décorateur et dessinateur d'ameublement français (° 10 août 1872),
- 26 juin : Armand Guillaumin, peintre français (° 16 février 1841),
- 4 juillet : Maxime Noiré, peintre français (° 9 novembre 1861),
- 10 juillet : Louise Abbéma, peintre française (° 30 octobre 1853),
- 18 juillet : Vassili Polenov, peintre russe (° 1er juin 1844),
- 24 juillet : Karel Vítězslav Mašek, peintre, architecte et affichiste austro-hongrois puis tchécoslovaque (° 1er septembre 1865),
- 17 août : Richard Caton Woodville, peintre et illustrateur britannique (° 7 janvier 1856),
- 26 août : Henri Marre, peintre français (° 24 janvier 1858),
- 13 septembre :
  - Gustave Jeanneret, peintre suisse (° 6 avril 1847),
  - Gustave Krafft, architecte et peintre français (° 29 janvier 1861),
- 28 septembre :  Jean-Joseph Weerts, peintre français d'origine belge (° 1er mai 1846),
- 7 octobre : Paul Sérusier, peintre symboliste français (° 9 novembre 1864),
- 8 octobre : Ange Flégier, compositeur et peintre français (° 25 février 1846),
- 9 octobre : Louis Bombled, peintre, dessinateur et graveur français (° 6 juillet 1862),
- 10 octobre :
  - Georges Ferdinand Bigot, peintre, illustrateur, caricaturiste et graveur français (° 7 avril 1860),
  - Henri Guinier, peintre français (° 20 novembre 1867),
- 21 octobre : Carel Frederik Cordes, photographe et peintre néerlandais (° 11 février 1851),
- 22 octobre : Gaston Prunier, peintre français (° 19 janvier 1863),
- 28 octobre : Marcel Louis Sauvaige, peintre français (° 12 novembre 1855),

- 5 novembre : Jean-Jacques Moreau, peintre et dessinateur français (° 14 avril 1899),
- 12 novembre : Caspar Augustin Geiger, peintre allemand (° 27 août 1847),
- 14 novembre : Henri Rudaux, peintre, lithographe, illustrateur et affichiste français (° 5 avril 1870),
- 18 novembre : Alfred Garcement, peintre français (° 30 octobre 1842),
- 26 novembre : Henri Taurel, peintre français (° 31 juillet 1843),
- 28 novembre :  Julien Gustave Gagliardini, peintre et graveur français (° 1er mars 1846),
- 30 décembre : Gian Maria Rastellini, peintre de genre, de portraits et de paysages italien (° 20 janvier 1869),
- ? :
  - Armand Berton, peintre, illustrateur et graveur français (° 16 septembre 1854),
  - Auguste François-Marie Gorguet, peintre, dessinateur, graveur et affichiste français (° 27 septembre 1862),
  - Marius Rey, peintre français (° 28 juin 1836).